# Il segnato
Il segnato (Paranormal Activity: The Marked Ones) è un film del 2014 diretto da Christopher Landon.
Film horror, quinto capitolo e una sorta di spin-off della saga di Paranormal Activity. È uscito nelle sale statunitensi il 3 gennaio 2014 e in Italia il 31 gennaio successivo.

## Trama
Nel giugno 2012, Jesse, un teenager ispanico, organizza una festa per il diploma a casa sua. Spiando insieme al suo amico Hector la bizzarra vicina di casa, Anna, osservano che fa strani riti a donne nude e incinte supponendo sia una strega. Una notte Anna viene misteriosamente uccisa e i due ragazzi vedono scappare dalla sua abitazione Oscar, un loro compagno di scuola. Capiscono che è stato lui a ucciderla ma preferiscono non denunciarlo poiché il fratello, Arturo, fa parte di una banda.
Successivamente i due investigando all'interno dell'appartamento scoprono oggetti di magia nera, i nastri VHS che raccontano le vicende accadute a Katie e Kristi nel 1988 e un diario di incantesimi che permette di "costruire porte per viaggiare nel tempo".
Dopo che Jesse, Hector e la loro amica Marisol hanno provato il rituale, iniziano a succedere strani eventi nell'appartamento di Jesse. Una mattina Jesse si sveglia con un morso sul braccio senza sapere come se lo sia procurato e scopre di avere abilità sovrumane che inizialmente considera positivamente.
Una sera i due giovani decidono di portare due ragazze nell'appartamento di Anna per fare sesso; la ragazza di Jesse scopre una botola dalla quale esce Oscar e scappa spaventata. Oscar incontra Jesse, ha gli occhi neri e un morso simile sul braccio. Dice a Jesse che è solo questione di tempo prima che "qualcosa dentro di loro" prenda il sopravvento e che se non vuole far del male a chi ama deve suicidarsi. Jesse esce a cercare l'amico Hector ma in quell'istante vede Oscar buttarsi dal tetto di un palazzo schiantandosi su una macchina.
Jesse comincia ad avere comportamenti sempre più strani e violenti anche verso i propri amici. Rivedendo il video ripreso dalla loro telecamera i tre ragazzi scoprono la botola, quindi decidono di rientrare in casa di Anna per scoprire cosa c'è all'interno. Una volta scesi nello scantinato, trovano un tavolo pieno di oggetti e disegni strani riguardanti streghe e magie nere, accorgendosi anche che vi sono svariate fotografie di Jesse, sua madre incinta, Ana, Oscar e Lois. Jesse è attirato nella botola una notte dopo aver sentito il suo cane Chavo che abbaia aiuto, ma la porta si chiude e Jesse vede i fantasmi della giovane Katie e Kristi prima di essere attaccato da una forza sconosciuta.
Jesse diventa sempre più violento e distruttivo, Hector e Marisol spaventati, decidono di andare da Arturo per chiederne l'aiuto. Arturo li porta in una stanza dove Oscar aveva attaccato foto e articoli di giornali riguardanti omicidi e sparizioni di maschi primogeniti con madri morte durante il parto e li mette in contatto con Ali Rey.
I ragazzi decidono così di contattare Ali che, incontrata al parco, racconta loro dell'esistenza di una setta di streghe che fa riti a donne incinte perché il loro primogenito maschio venga posseduto da un demone all'età di diciotto anni. Ali infine dà ai due l'indirizzo di dove dovrebbe svolgersi l'ultimo rituale dicendogli che se non salveranno Jesse verrà consumato completamente dal demone. Jesse è sempre più perseguitato da strane presenze e quando la nonna tenta con un rito di scacciare via il demone dal corpo di Jesse, questi fa esplodere tutta la sua furia facendo sbalzare via i mobili, la nonna e i suoi amici, dopodiché sviene e i ragazzi lo portano a letto. La mattina dopo Jesse ha la febbre alta e la nonna decide di preparargli un bagno. Jesse sparisce dalla camera e Hector lo cerca per tutto l'appartamento, finché non scopre che ha spinto la nonna giù dalle scale. L'anziana viene portata all'ospedale in gravi condizioni, mentre Jesse è scomparso. Mentre Hector e Marisol guidano verso ospedale, la macchina si spegne improvvisamente e Jesse compare dinanzi alla strada. Jesse attacca Hector trascinandolo fuori dalla macchina, ma Marisol lo colpisce con una mazza da baseball facendolo svenire. Mentre stanno tentando di andarsene con un Jesse svenuto, un furgone si schianta contro la loro auto e rapisce Jesse.
Hector e Marisol chiedono aiuto ad Arturo e al suo amico Santo e si recano all'indirizzo suggeritogli da Ali Rey, la casa della nonna Lois, dove sono stati uccisi il fidanzato e la madre Katie e Kristi. Dopo aver esplorato la casa apparentemente disabitata, alcune delle streghe attaccano i ragazzi e vengono prontamente uccise da Arturo, che lascia il tempo agli altri di rifugiarsi dentro casa. Santo viene trovato morto, Arturo scompare sopraffatto dalla congrega e successivamente lanciato addosso una finestra, Marisol viene gettata attraverso una finestra da tetto davanti a Hector e muore sul colpo. Hector proseguendo all'interno della casa incontra una persona assomigliante ad Anna e si rifugia in un armadio. Quando esce, viene rincorso da Jesse posseduto per la casa fino a chiudersi in una stanza. Un Jesse con voce normale lo prega di aprire la porta e al suo rifiuto la abbatte furioso. Hector si rifugia in una strana porta e, dopo aver perso il segnale per alcuni secondi, la videocamera si riaccende nella casa di Katie e Micah poco prima che questi venga ucciso. Hector entra nel soggiorno e vede Katie scendere di sotto in cucina. Dopo aver tentato senza successo di attirare l'attenzione di Katie, lei si gira e vedendo Hector urla per chiamare Micah, il quale arrivando ipotizza che Hector sia un intruso e si prepara ad affrontarlo quando Katie lo pugnala con un coltello da cucina. Terrorizzato, Hector fugge ma viene raggiunto e ucciso da Jesse. La fotocamera cade a terra e raccolta da Katie viene spenta.

## Produzione
Nel mese di aprile 2012 è stata annunciata la realizzazione della pellicola a partire dal giugno successivo. Anche se il film era inizialmente destinato al mercato latino e avrebbe dovuto essere distribuito in Sudamerica, Spagna e Messico, la maggior parte dei dialoghi non è in spagnolo. Christopher Landon, che aveva scritto la sceneggiatura per il film Disturbia del 2007, così come i tre prequel di Paranormal Activity, è stato invitato a scrivere e dirigere il film. Le riprese terminarono a fine luglio 2012, dopo che il produttore di Jason Blum aveva confermato che il film aveva quasi finito le riprese.

## Distribuzione
Il film è stato distribuito il 3 gennaio 2014 nelle sale cinematografiche di Stati Uniti, Canada e Messico. La data di uscita è stata rinviata a gennaio a causa della durata maggiore di quella prevista per le riprese rispetto ai film precedenti.

## Accoglienza

### Incassi
Il segnato ha incassato 32,5 milioni di dollari in Nord America e 58,4 milioni di dollari in altri territori per un totale mondiale di 90,9 milioni di dollari.

### Critica
Il film ha ricevuto recensioni generalmente contrastanti tra di loro in seguito alla sua uscita internazionale. Su Rotten Tomatoes, il film ha ricevuto un punteggio di 38%, con un voto medio di 4,6/10, sulla base di 77 recensioni. Sul web ha affermato: "Un cambiamento di ambiente ha dato un'aria più cupa e tenebrosa di Paranormal Activity, ma Il segnato non riesce a fornire abbastanza emozioni per essere il quinto capitolo della saga."
Mark Olsen del Los Angeles Times ha elogiato il film, dicendo che "si sente come un nuovo inizio". Il critico Andrew Barker di Variety ha lodato la "gradita diversità e umorismo" del film.
Evan Dickson di Bloody Disgusting fu il primo a dare le sue impressioni sul film, dandogli una recensione positiva di 4 stelle su 5, affermando: "È divertente, spaventoso e incredibilmente cinematografico all'interno del film e potrebbe tenere un testa a testa con Paranormal Activity 3.

## Ordine dei film
Ordine cronologico
1. Paranormal Activity
2. Paranormal Activity 2
3. Paranormal Activity 3
4. Paranormal Activity 4
5. Il segnato
6. Paranormal Activity - Dimensione fantasma
7. Paranormal Activity - Parente prossimo

Ordine temporale
1. Paranormal Activity 3
2. Paranormal Activity 2
3. Paranormal Activity
4. Paranormal Activity 4
5. Il segnato
6. Paranormal Activity - Dimensione fantasma
7. Paranormal Activity - Parente prossimo